# 1936年智异山双溪寺地震
1936年智异山双溪寺地震是指1936年7月4日发生于朝鲜半岛南部的地震。该次地震震中位于今韩国智异山国立公园（北纬35.2度，东经127.6度），震级为5.0至5.3级，震源深度约为10千米，最大烈度为5。

## 发震背景
朝鲜半岛的地震记载可以追溯到公元1世纪。朝鲜地震历史记录在高丽王朝时期和李氏朝鲜时期以后逐渐详细和完整。根据日本学者的早期研究结果以及朝鲜学者的研究结果，从历史资料和民间传说中合计发现了1843次地震的记载。20世纪，学者们通过对朝鲜半岛的历史地震活动进行研究，认为发生在朝鲜半岛的破坏性地震的震中与中生代构造活动期间形成的断层以及朝鲜半岛东北部较低的地震活动密切相关。除了1936年至1938年受1936年智异山双溪寺地震的影响导致地震活动活跃外，20世纪朝鲜半岛的地震能量释放情况相当稳定。21世纪初，基于之前的研究，韩国地震学家李基和（이기화）得出结论，朝鲜半岛的大部分地震发生在中生代形成的断层上，而这些断层是受到欧亚板块和印度板块边界的喜马拉雅山脉东南部以及太平洋板块和菲律宾板块之间的日本和琉球海沟传来的应力的共同影响之下所形成的。因此，朝鲜半岛的破坏性地震的震源机制有可能是具有相当大走滑分量的逆冲断层。
1984年，日本东京大学地震研究所的岛崎邦彦教授在中国北京举办的大陆地震活动和地震预测国际研讨会上，针对远东地区的板内、板缘和板块边界等类型的地震进行了报告。在该报告的韩国地震部分中，岛崎邦彦根据其他学者先前的研究，对1936年智异山双溪寺地震的震源机制得出了结论，该次地震被认为是具有相当大走滑分量的逆冲型地震。

## 震害情况
根据1940年的朝鲜中央气象台汇报期刊，该次地震的最大日本气象厅震度阶级为5。这次地震不仅使得韩国部分地区有震感，日本中央气象台设置在长崎县对马島嚴原的观测点也观测到了相当于烈度2的摇晃。
受地震影响，智异山发生了一场大型滑坡。同时，坐落于智异山的双溪寺的天花板坍塌，寺庙周围的石墙与之倒塌。据美国国家海洋和大气管理局的记录，1936年智异山双溪寺地震共造成当地9人死亡，而受伤者人数不详。